# Guida d'onda

Guida d'onda rettangolare

In fisica, ottica, e telecomunicazioni, una guida d'onda è una struttura lineare (metallica o dielettrica), che convoglia e confina onde elettromagnetiche all'interno di un percorso compreso fra le due estremità consentendone cioè una propagazione guidata. Essa dunque è un mezzo di trasmissione di un segnale su un canale di comunicazione.

## Generalità

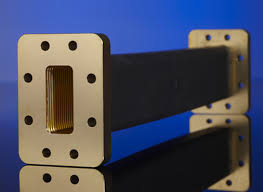
Guida d'onda rettangolare metallica

Nel campo delle microonde, una guida d'onda è in genere un tubo metallico cavo di sezione rettangolare, circolare o ellittica. È possibile che la guida sia riempita con un mezzo dielettrico, in genere plastico. Si può intuitivamente pensare che il campo elettromagnetico sia confinato attraverso la "riflessione" sulle pareti della guida d'onda (un metallo riflette ed assorbe naturalmente le onde elettromagnetiche, mentre una discontinuità dell'indice di rifrazione tra due mezzi dielettrici produce una riflessione elettromagnetica).
Nel campo delle frequenze ottiche, una guida d'onda è spesso realizzata con una guida completamente dielettrica. Questa è costituita da un innalzamento locale dell'indice di rifrazione in un materiale trasparente alla lunghezza d'onda che si vuole trasportare. Questo fenomeno permette di confinare la luce attraverso la riflessione totale interna. Nel caso delle fibre ottiche, l'innalzamento dell'indice è realizzato drogando opportunamente il centro o core della fibra durante il processo stesso di fabbricazione. In questo modo, è possibile ottenere fibre aventi caratteristiche abbastanza varie relativamente agli usi necessari. Per le esigenze di illuminazione e trasporto dell'informazione su corta e cortissima distanza sono utilizzate delle fibre in plastica, per le telecomunicazioni a lunga distanza si utilizzano delle fibre in silice. Ad una lunghezza d'onda di 1550nm, la attenuazione tipica di una fibra monomodale in silice si aggira intorno a 0,2 dB al chilometro. Questo vuole dire che la potenza del segnale si attenua di 10 volte su una tratta di 50 km. Queste ottime caratteristiche hanno reso possibile le attuali reti di telecomunicazione ad alta velocità di trasmissione e bassa attenuazione.

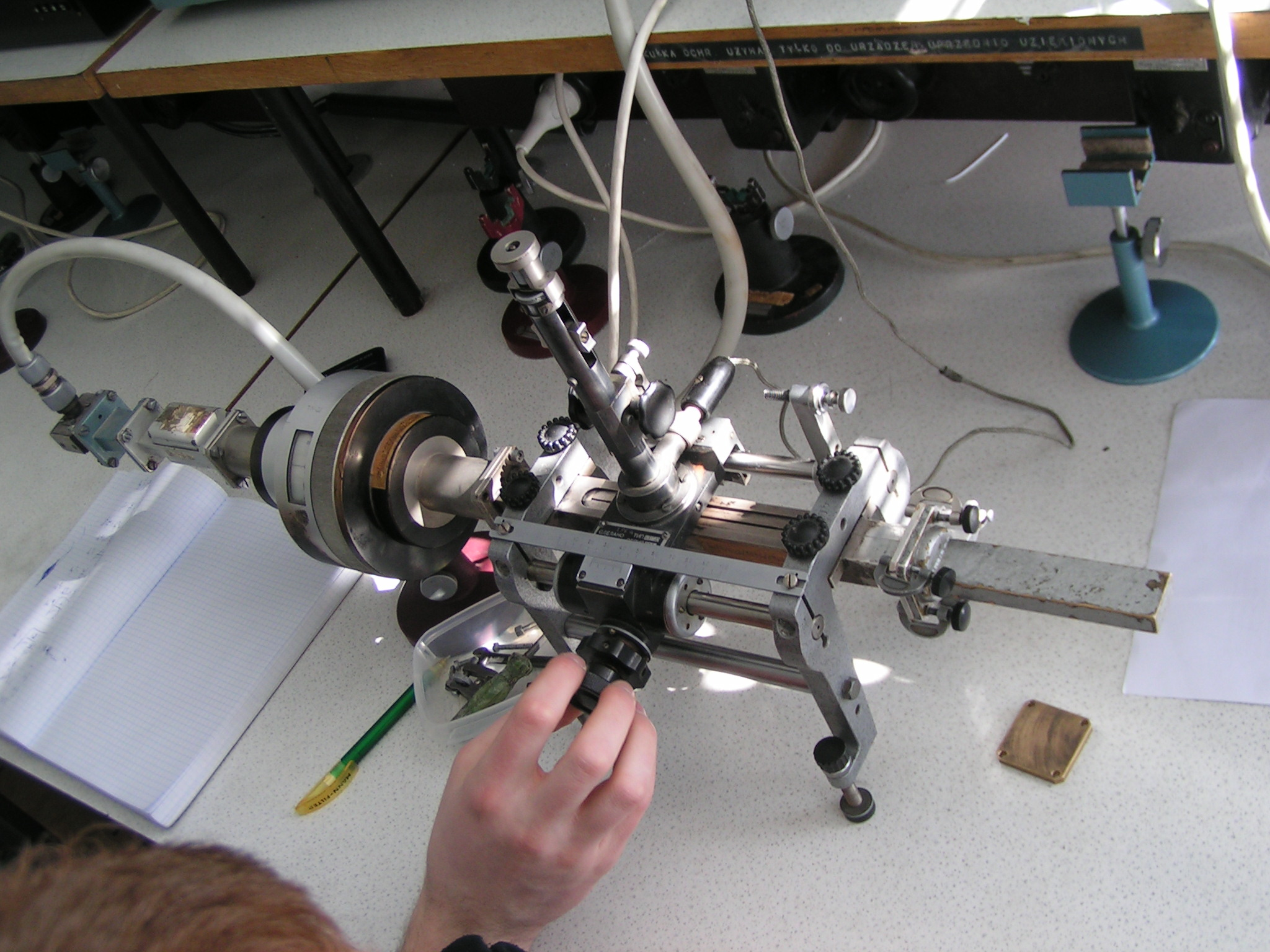
Guida d'onda in laboratorio

In ottica integrata, la guida d'onda rappresenta l'elemento di base che viene combinato per ottenere funzioni più complesse. Esistono diverse tecnologie che si differenziano principalmente in base al substrato utilizzato ed alla tecnica usata per ottenere l'innalzamento locale di indice di rifrazione. Fra di esse, ricordiamo le tecniche mutuate direttamente dalla microelettronica che usano in qualche modo come substrato il silicio (perfettamente trasparente nell'infrarosso), oppure i semiconduttori III-V come l'arseniuro di gallio, particolarmente interessanti per le proprietà optoelettroniche. Ricordiamo anche le tecnologie di scambio protonico e in-diffusione su niobato di litio usate per le proprietà elettroottiche di quest'ultimo e quelle di scambio ionico su vetro, apprezzabili per la qualità delle guide realizzate per la compatibilità con le fibre ottiche in silice.
Il confinamento della luce può essere ottenuto anche tramite i cosiddetti cristalli fotonici, i quali sono costituiti da strutture periodiche di indice di rifrazione in cui sono stati introdotti dei "difetti". La periodicità dei materiali introduce (un po' come con i cristalli) una struttura a bande in cui certe condizioni di propagazione elettromagnetica sono vietate. L'introduzione dei difetti consente di confinare la luce (che non può propagarsi altrove), realizzando così una guida d'onda. Tuttavia, a causa della notevole difficoltà tecnica di realizzazione di queste strutture, le guide realizzate in pratica evidenziano delle perdite di propagazione lineare abbastanza rilevanti.
Nel campo delle radiofrequenze, alcune zone della stratosfera cariche di ioni o alcune regioni riflettenti della troposfera possono agire da guida d'onda atmosferica.
Nel calcolo numerico, il termine guida d'onda può anche essere usato in riferimento ad un data buffer usato come linea di ritardo che simulano il comportamento fisico di una guida d'onda, come nella sintesi digitale di guida d'onda.

### Descrizione matematica

#### Modi di propagazione
La descrizione matematica della propagazione elettromagnetica in guida d'onda fa uso dell'approccio ondulatorio-campista a partire dalle equazioni di Maxwell e dà vita alla cosiddetta teoria dei modi guidati. Questa teoria afferma che si può pensare infatti al campo elettromagnetico totale che si propaga in una guida d'onda come una combinazione lineare di modi di propagazione. Ogni modo di propagazione è una configurazione "semplice" di campo o onda che si propaga nella guida, mantenendosi immutata (salvo ovviamente che la guida non cambi di sezione trasversale). La soluzione analitica delle equazioni di Maxwell per ricavare i modi di propagazione della guida d'onda si ottiene tramite l'utilizzo dei potenziali scalari di Hertz-Debye. La soluzione delle equazioni è agevole solo nel caso particolare di guide d'onda rettangolari e della piastra dielettrica. In altri casi più complessi come le guide d'onda metalliche circolari o le fibre ottiche la soluzione delle equazioni per via analitica risulta piuttosto complicata.
Ad ogni modo di propagazione è associata una diversa costante di propagazione che ne caratterizza, tra l'altro, la velocità di fase. Un modo è una autofunzione delle equazioni di propagazione guidata ed il relativo autovalore è la costante di propagazione.

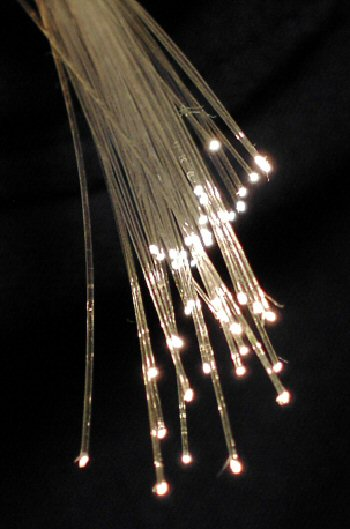
Fibra ottica, esempio di guida d'onda dielettrica

Oltre a questo, si può calcolare che un modo di propagazione non può propagarsi ad ogni frequenza, ma che esiste una "frequenza di taglio" (cutoff frequency), al di sotto della quale il modo non è più eccitato. In generale dunque la lunghezza d'onda in guida λg è diversa dalla lunghezza d'onda λs della sorgente a microonde o radiofrequenza.
In guide metalliche, i modi in guida d'onda si suddividono in modi trasverso-elettrici (TE) o trasverso-magnetici (TM), a seconda che il campo elettrico o quello magnetico siano puramente trasversali rispetto alla direzione di propagazione. Per le guide d'onda metalliche cave, il modo fondamentale (cioè quello con la frequenza critica più bassa) è il TE1,0 per le guide rettangolari e il TE1,1 per le guide circolari; la loro topografia di campo è raffigurata di seguito. 
In certi casi, un modo di propagazione possiede sia il campo elettrico che quello magnetico nel piano trasversale alla direzione di propagazione (modo TEM). Perché questo avvenga, è necessario che la guida sia composta almeno da due conduttori isolati fra di loro, come in un cavo coassiale. Diventa allora possibile descrivere la propagazione del modo attraverso valori di tensione e di corrente misurabili idealmente in ogni sezione della linea di trasmissione.
In guide dielettriche, la propagazione TE o TM ha una definizione leggermente diversa e si riferisce al fatto che il campo elettrico sia parallelo o meno alle pareti dielettriche che compongono la guida.

### Caratteristiche

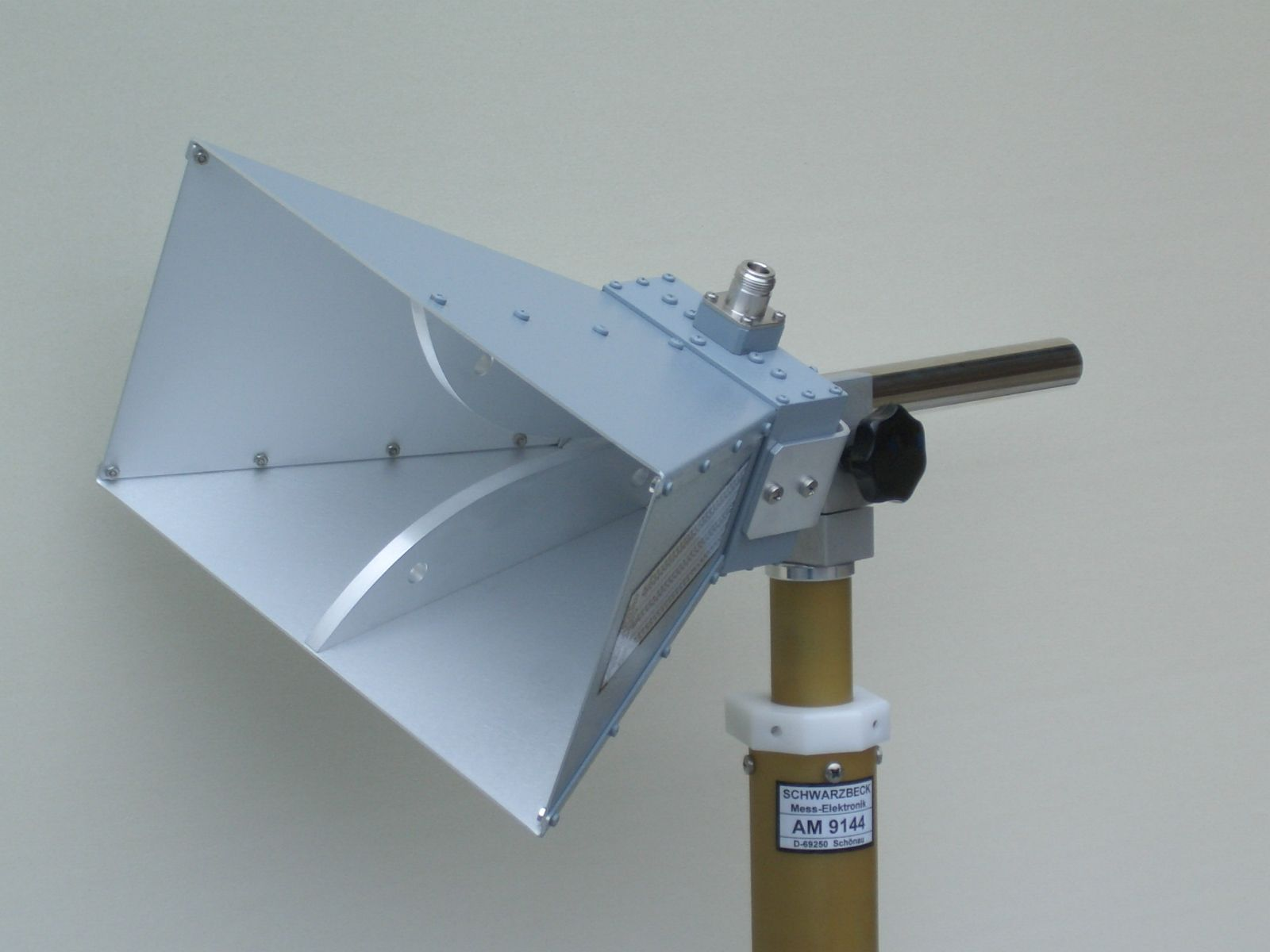
Antenna a tromba, una delle possibili applicazioni delle guide d'onda tra cavo di alimentazione del segnale e irraggiamento/ricezione

Una guida d'onda chiusa è una guida d'onda
- (a) tubolare, di solito rettangolare o circolare;
- (b) con pareti di materiale conduttore (metalliche);
- (c) cava o riempita con materiale dielettrico;
- (d) che permette la propagazione di un elevato numero di modi (anche se in pratica si cerca di propagarne pochi);
- (e) in cui a ogni singolo modo è associata la costante di propagazione per quel modo;
- (f) in cui il campo in ogni punto è esprimibile come combinazione lineare dei modi soprataglio;
- (g) in cui non c'è campo irradiato;
- (h) in cui le discontinuità e le curvature meccaniche determinano un'alterazione della topologia di campo ma non irradiazione all'esterno della guida.

Un'applicazione comune in telecomunicazioni è l'alimentazione di antenne a tromba o a slot sia in trasmissione che in ricezione. Una guida d'onda corrugata trova applicazione nella progettazione di radar e altri apparecchi simili.

### Adattamento d'impedenza
Un problema comune a sistemi di trasporto di potenza elettrica presente anche nelle guide d'onda è il cosiddetto disadattamento di impedenza tra tratto in guida d'onda e carico alle estremità, come ad esempio un'antenna, che genera un'onda riflessa verso il trasmettitore. A tale problema, comune anche alle linee di trasmissione, si ovvia attraverso metodi e procedure di adattamento di impedenza attraverso il cosiddetto Sliding Screw Tuner, una vite metallica che entra in guida per una certa profondità e ad una certa distanza dal carico entrambi regolabili.